# Sarphatistraat 470
Het gebouw Sarphatistraat 470, oftewel de Amsterdamse Cavaleriekazerne, bestaat uit een voormalige legerkazerne met bijgebouwen, tussen de Sarphatistraat en Singelgracht aan de oostelijke rand van het centrum van Amsterdam.
Het hoofdgebouw van 85 bij 56 meter is in 1864  opgetrokken in de stijl van het neoclassicisme van de 19e eeuw. Het is in 1863 ontworpen door het toenmalige Nederlandse Ministerie van Oorlog. Aan de Sarphatistraat was al een kazerne gebouwd: de Oranje-Nassau Kazerne. Beide kazernes vervulden een rol in de Hollandse Waterlinie en de Stelling van Amsterdam. De Oranje-Nassau Kazerne dateert echter uit het Napoleontische tijdperk, deze kazerne van meer dan vijftig jaar later. Tijdens oplevering kreeg het nummer Sarphatistraat 112 mee. Tien jaar na de oplevering werd er een rijloods aangebouwd. Het complex voor de cavalerie (toen geschreven Kavallerie) bevat plaatsen voor manschappen, maar er zijn ook paardenstallen aanwezig. Er is in de loop der jaren flink verbouwd aan het gebouw. In de Tweede Wereldoorlog waren er Duitse militairen gelegerd. De paarden werden na die oorlog steeds meer vervangen door tanks waardoor de stallen minder nodig waren. In de jaren vijftig werd een deel van het gebouw gebruikt als dependance voor het Rijksmagazijn van geneesmiddelen, dat op Sarphatistraat 410-430 was gevestigd. Het leger trok zich in 1988 geheel uit het complex terug.
Daarop vond een grootscheepse verbouwing plaats om het gereed te maken voor de nieuwe eigenaar en gebruiker: de Rijksakademie van beeldende kunsten. Die verhuisde uit een ander rijksmonument: Stadhouderskade 86 naar hier. Opnieuw vonden aanpassingen plaats: Er werden in 1991 en 1992 op de binnenplaats een nieuw gebouw met expositieruimte en bibliotheek bijgebouwd en aan de waterkant een kantinegebouw, verbonden met luchtbruggen, van staal en glas, naar ontwerp van Koen van Velsen. De oude gebouwen werden ingevuld met atelierruimtes.
In 2001 werden de eigenlijke kazerne en de rijloods als rijksmonument aangewezen.